# يوسف غولدمان
يوسف غولدمان (بالإنجليزية: Yosef Goldman)‏ هو مؤرخ وكاتب أمريكي، ولد في 1942، وتوفي في 4 أغسطس 2015 بسبب ورم ميلانيني.